# Крылова, Вера Петровна
Вера Петровна Крылова (1920—1951) — участница Великой Отечественной войны, гвардии майор, организатор «женской добровольческой стрелковой бригады».

## Биография
Родилась в 1920 году в городе Юзово, ныне Донецкая область.
После окончания школы работала заведующей учебной частью в детском доме № 2 города Татарска, стала членом ВЛКСМ. Её юношеский максимализм, идейность и принципиальность были известны всем в округе. За свою активную и принципиальную жизненную позицию, выражавшуюся в неоднократном написании кляуз на руководство детского дома, в котором она работала, и свою комсомольскую организацию весной 1941 года Крылова была уволена с работы. Возмущенная Вера Крылова обратилась с доносом, посвященном «вредительской» политике в области животноводства (при том, что она сама, как работник образования, никакого отношения к сельскому хозяйству не имела) напрямую к вождю страны — товарищу Сталину.
«В нашем районе руководители партийной организации допускают политические ошибки, которые немедленно нужно разобрать и направить на правильный путь, по которому идет вся наша великая партия. В перечне таких ошибок массовый падёж скота, происходящий от гнилых кормов, срыв посевной из-за вредительского ремонта тракторов и других машин, непорядки с пекарней, расхищение продуктов из детского дома, разложение трудовой дисциплины, а главное – факты несоветского воспитания ребят. Кулышева [директор детского дома, где работала Крылова] имеет партийный билет, но он без всяких взысканий, а фактически капитан Дарчук подтверждает, что она исключалась из партии, ее мужа судили как врага народа. Я сама обращалась к Гурже, говорила с ним как с коммунистом, а он мне на все вопросы, которые я Вам пишу, на все антисоветские дела ответил — “закройте с той стороны дверь, у вас еще молоко на губах, молоды вникать в работу партии”». «Все подробно знает Райком партии, но почему-то молчит, а защищает антисоветские интересы. Я пишу чисто, откровенно, считая, что это долг не только комсомольца, а каждого советского гражданина. В Советском Союзе не нашим людям делать нечего, вредить им никто не позволит» — писала И. В. Сталину двадцатилетняя комсомолка Вера Крылова.
Письмо Крыловой заметили, разобраться в ситуации И. В. Сталиным было поручено председателю Комиссии партийного контроля при ЦК ВКП(б) А. А. Андрееву, который также являлся депутатом Верховного совета РСФСР от Новосибирской области. Была создана комиссия — комсомолка была восстановлена на работе и награждена орденом Трудового Красного Знамени с формулировкой «за выдающиеся успехи в сельском хозяйстве», а директора детского дома Кулышеву, на которую жаловалась Сталину Крылова — сняли с должности и привлекли к суду.
Из за обструкции педагогического состава и воспитанников детского дома восстановленная в должности Крылова работать в коллективе не смогла и с началом Великой Отечественной войны записалась добровольцем в действующую армию. В составе сформированного в Сибири 586-го стрелкового полка 5-й стрелковой дивизии участвовала в боях под Ельней. Попала в плен к немцам, но была отбита советскими бойцами. 28 ноября 1941 года приказом № 326, подписанным командующим войсками Западного фронта — генералом армии Г. К. Жуковым, старший военфельдшер Крылова была награждена вторым орденом — Красного Знамени и назначена командиром санитарной роты.
В октябре 1942 года в беседе с писательницей Лидией Николаевной Сейфуллиной, происходившей в Москве, где находилась Крылова, она озвучила идею создания в Красной армии женских пехотных частей. 24 октября Верховный главнокомандующий принял Веру Крылову, в беседе также участвовали Берия и Молотов. Через неделю Сталину был представлен проект постановления Государственного комитета обороны «О формировании отдельной женской стрелковой бригады». 3 ноября 1942 года было принято постановление ГКО № 2470 о создании такого подразделения, но Сталин изменил формулировку названия части на «Женскую добровольческую стрелковую бригаду». Официально это формирование РККА стало называться 1-я отдельная женская добровольная стрелковая бригада. Командиром бригады был назначен полковник Коваленко, Крылова получила звание гвардии майора интендантской службы и стала заместителем командира бригады по строевой части.
Крылова так и не смогла создать из женской бригады боеспособную стрелковую часть, и, когда в период подготовки к Курской битве встал вопрос о переброске её бригады для участия в отражении предстоящего немецкого наступления, лично выступила категорически против отправки бригады в действующую армию, мотивируя свою позицию тем, что этот момент будет использован немецкой пропагандой: «Красная армия настолько слабла, что посылает на передовую женщин». По этой причине было решено бригаду, как небоеспособную, на фронт не посылать, а передать в состав войск НКВД и использовать в тылу. Бригада занималась охраной мостов и прочих стратегических объектов, женщины стояли на блок-постах, совместно с другими частями НКВД участвовали в облавах, ловили уклонистов и дезертиров. Дисциплина в женской бригаде была на крайне низком уровне. Регулярно происходили самострелы и случаи дезертирства (при том, что бригада до фронта так и не доехала). Женский коллектив бригады сводил личные счёты друг с другом путем регулярного написания доносов и кляуз в НКВД. Сама Крылова была замечена в неоднократных финансовых махинациях, алкоголизме и любовных отношениях с подчиненными.
Судьба к Вере Крыловой недолго была благосклонна. После неоднократных доносов женщин-сослуживцев она была 19 ноября 1943 года арестована и 22 апреля 1944 года по постановлению Особого совещания при НКВД СССР заключена в исправительно-трудовой лагерь сроком на три года по обвинению в мошенничестве и мародерстве. Существует версия о том, что Крылова якобы была арестована, как завербованная Абвером во время плена и заброшенная на советскую территорию шпионка, но материалами уголовного дела это не подтверждается. Предъявленные ей обвинения касались только её финансовых злоупотреблений во время службы в бригаде.
Родственники Веры Петровны Крыловой сообщали, что она умерла в 1951 году в Красноярске.
Арест Веры Крыловой сказался и на дальнейшей судьбе Л. Н. Сейфуллиной — она попала в глубокий творческий кризис, её произведения перестали публиковаться и были изданы только после смерти писательницы в 1954 году.